# Karpatenrundschau
Die Karpatenrundschau   – Wochenschrift für Gesellschaft, Politik und Kultur ist eine deutschsprachige Wochenzeitung in Kronstadt (Rumänien). Sie erscheint seit 1. März 1968 als Nachfolger der am 30. Mai 1957 gegründeten Volkszeitung (Kronstadt) – Organ des Regionalparteikomitees und des Regionsvolksrates Stalin.
Gründer der Zeitschrift war Eduard Eisenburger. Mit der Namensgebung knüpfte man an die 1907 bis 1914 erschienene und von Adolf Meschendörfer herausgegebene Halbmonatsschrift Die Karpathen an.
Behandelt werden seit Anbeginn Themen aus Gesellschaft, Politik und Kultur, wobei heimatkundliche und literarische Beiträge einen Schwerpunkt bilden. Chefredakteur war zunächst Eduard Eisenburger, der diesen Posten bereits bei der „Volkszeitung“ innehatte. Heute leitet Ralf Sudrigian die Zeitung.
Nach der Rumänischen Revolution 1989 verließ der größte Teil der Siebenbürger Sachsen und der anderen deutschsprachigen Minderheiten Rumänien. Die Leserzahl der Karpatenrundschau sank daraufhin drastisch. Ein weiteres eigenständiges Erscheinen war nicht mehr möglich. Seit 1996 erscheint die Zeitung als Beilage zur Allgemeinen Deutschen Zeitung für Rumänien donnerstags mit einem Umfang von vier Seiten.
Herausgeber der Karpatenrundschau ist die  Stiftung zur Förderung der Deutschen Literatur in Rumänien (rumänisch Fundația pentru promovarea literaturii germane în România).